# Homeland Security Distinguished Service Medal

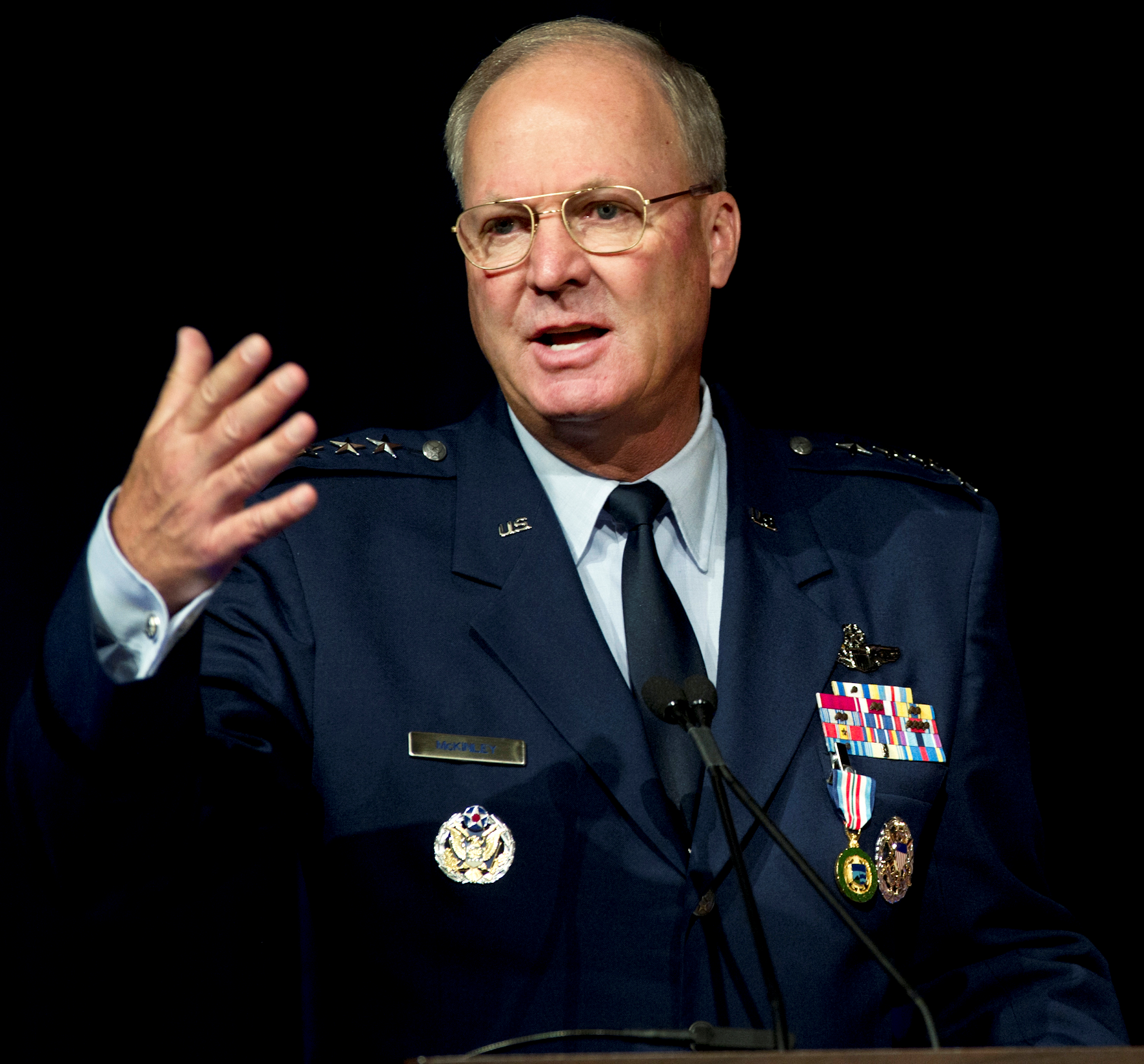
General Craig McKinley nach der Ordensverleihung mit der Homeland Security Distinguished Service Medal

Die Homeland Security Distinguished Service Medal ist ein Orden und wird für die außerordentliche Pflichterfüllung im Zusammenhang mit der nationalen Sicherheit vom Ministerium für Innere Sicherheit der Vereinigten Staaten vergeben. Die aktuelle Version der Medaille wurde im Februar 2003 rückwirkend zum 1. März 2002 eingeführt. Sie ist gleichwertig mit der Defense Distinguished Service Medal des US-Verteidigungsministeriums.

## Geschichte
Die Auszeichnung wurde ursprünglich als Transportation Distinguished Service Medal von Präsident George H. W. Bush am 7. Dezember 1992 eingeführt. Der Orden wurde Mitgliedern der United States Coast Guard verliehen, die im Verkehrsministerium oder bei anderen Aktivitäten unter der Verantwortung des Verkehrsministers auf nationaler oder internationaler Ebene außerordentlich verdienstvolle Dienste geleistet hatten. Am 28. Februar 2003 unterzeichnete Präsident George W. Bush die Executive Order 13286, in der unter anderem die Auszeichnung des Verkehrsministerium der Vereinigten Staaten rückwirkend zum 1. März 2002 durch die Homeland Security Distinguished Service Medal des Ministeriums für Innere Sicherheit der Vereinigten Staaten ersetzte. Am 5. April 2011 änderte Präsident Barack Obama durch die Executive Order 12824 die Verleihungsbestimmungen und änderte den Anspruch auf die Auszeichnung von „einem Mitglied der Küstenwache“ auf „jedes Mitglied der Streitkräfte der Vereinigten Staaten“.
Diese Dekoration ist in der Pyramid of Honor wie die Distinguished Service Medaillen der einzelnen Teilstreitkräfte (Army Distinguished Service Medal, Navy Distinguished Service Medal, Air Force Distinguished Service Medal, Coast Guard Distinguished Service Medal) angesiedelt, jedoch unter den Verdienstkreuzen (Distinguished Service Cross der US Army, Navy Cross und Air Force Cross). Eine Stufe unter den Distinguished Service Medals rangiert der Silver Star.
Mehrfachauszeichnungen sind, wie bei den meisten amerikanischen Militärorden, möglich. Wiederkehrende Auszeichnungen werden mit einem Eichenlaub gekennzeichnet.
Admiral Thad W. Allen war 2006 die erste Person die den Orden für seinen Einsatz beim Hurrikan Katrina erhielt.